# Aphanopleura breviseta
Aphanopleura breviseta är en flockblommig växtart som först beskrevs av Pierre Edmond Boissier, och fick sitt nu gällande namn av Vernon Hilton Heywood och Stephen Leonard Jury. Aphanopleura breviseta ingår i släktet Aphanopleura och familjen flockblommiga växter. Inga underarter finns listade i Catalogue of Life.